# 金黄壳囊孢
金黄壳囊孢(学名：Cytospora chrysosperma)是子囊菌门间座壳目黑腐皮壳科壳囊孢属的一种真菌，是一种常见的林木病原菌，严重时甚至会造成树木死亡。
树木被金黄壳囊孢感染后，树皮会变色，后期在死亡的枝干或树皮下会形成子实体，树皮上可见小黑点, 在潮湿环境下常有红色、橘黄色或淡黄色的卷须状分生孢子角溢出。